# Jordania na Letnich Igrzyskach Olimpijskich 2012
Jordanię na Letnich Igrzyskach Olimpijskich 2012, które odbyły się w Londynie reprezentowało 9 zawodników. Nie zdobyli oni żadnego medalu.
Był to dziewiąty start reprezentacji Jordanii na letnich igrzyskach olimpijskich.

## Reprezentanci

### Boks
Mężczyźni
| Zawodnik         | Konkurencja               | 1/16             | 1/8               | Ćwierćfinały     | Półfinały        | Finał            | Finał   |
| Zawodnik         | Konkurencja               | Przeciwnik Wynik | Przeciwnik Wynik  | Przeciwnik Wynik | Przeciwnik Wynik | Przeciwnik Wynik | Pozycja |
| ---------------- | ------------------------- | ---------------- | ----------------- | ---------------- | ---------------- | ---------------- | ------- |
| Ihab Al-Matbouli | Waga półciężka (do 81 kg) | Lawal W 19-7     | de la Cruz P 8-25 | NQ               | NQ               | NQ               | NQ      |

### Jeździectwo

#### Skoki
| Zawodnik         | Koń    | Konkurencja         | Kwalifikacje | Kwalifikacje | Kwalifikacje | Kwalifikacje | Kwalifikacje | Kwalifikacje | Kwalifikacje | Kwalifikacje | Finał   | Finał   | Finał   | Finał   | Finał   | Razem | Razem   |
| Zawodnik         | Koń    | Konkurencja         | Runda 1      | Runda 1      | Runda 2      | Runda 2      | Runda 2      | Runda 3      | Runda 3      | Runda 3      | Runda A | Runda A | Runda B | Runda B | Runda B | Razem | Razem   |
| Zawodnik         | Koń    | Konkurencja         | Kary         | Miejsce      | Kary         | Łącznie      | Miejsce      | Kary         | Łącznie      | Miejsce      | Kary    | Miejsce | Kary    | Łącznie | Miejsce | Kary  | Miejsce |
| ---------------- | ------ | ------------------- | ------------ | ------------ | ------------ | ------------ | ------------ | ------------ | ------------ | ------------ | ------- | ------- | ------- | ------- | ------- | ----- | ------- |
| Ibrahim Bisharat | Vrieda | Skoki indywidualnie | 12           | =67.         | NQ           | NQ           | NQ           | NQ           | NQ           | NQ           | NQ      | NQ      | NQ      | NQ      | NQ      | 12    | =67.    |

### Lekkoatletyka
Mężczyźni
| Zawodnik          | Konkurencja | Eliminacje | Eliminacje | Półfinał | Półfinał | Finał    | Finał   |
| Zawodnik          | Konkurencja | Rezultat   | Pozycja    | Rezultat | Pozycja  | Rezultat | Pozycja |
| ----------------- | ----------- | ---------- | ---------- | -------- | -------- | -------- | ------- |
| Methkal Abu Drais | Maraton     | —          | —          | —        | —        | 2:21:00  | 56.     |

Kobiety
| Zawodniczka | Konkurencja   | Eliminacje | Eliminacje | Ćwierćfinał | Ćwierćfinał | Półfinał | Półfinał | Finał    | Finał   |
| Zawodniczka | Konkurencja   | Rezultat   | Pozycja    | Rezultat    | Pozycja     | Rezultat | Pozycja  | Rezultat | Pozycja |
| ----------- | ------------- | ---------- | ---------- | ----------- | ----------- | -------- | -------- | -------- | ------- |
| Rima Taha   | Bieg na 100 m | 12.66      | 6.         | NQ          | NQ          | NQ       | NQ       | NQ       | NQ      |

### Pływanie
Mężczyźni
| Zawodnik     | Konkurencja   | Eliminacje | Eliminacje | Półfinał | Półfinał | Finał | Finał   |
| Zawodnik     | Konkurencja   | Czas       | Miejsce    | Czas     | Miejsce  | Czas  | Miejsce |
| ------------ | ------------- | ---------- | ---------- | -------- | -------- | ----- | ------- |
| Kareem Ennab | 50 m dowolnym | 24.09      | 37.        | NQ       | NQ       | NQ    | NQ      |

Kobiety
| Zawodniczka   | Konkurencja   | Eliminacje | Eliminacje | Półfinał | Półfinał | Finał | Finał   |
| Zawodniczka   | Konkurencja   | Czas       | Miejsce    | Czas     | Miejsce  | Czas  | Miejsce |
| ------------- | ------------- | ---------- | ---------- | -------- | -------- | ----- | ------- |
| Talita Baqlah | 50 m dowolnym | 27.45      | 45.        | NQ       | NQ       | NQ    | NQ      |

### Taekwondo
| Zawodnicy           | Konkurencja | 1/16              | Ćwierćfinał       | Półfinał          | Repasaż 1         | Repasaż 2         | Finał             | Finał   |
| Zawodnicy           | Konkurencja | Przeciwnicy Wynik | Przeciwnicy Wynik | Przeciwnicy Wynik | Przeciwnicy Wynik | Przeciwnicy Wynik | Przeciwnicy Wynik | Pozycja |
| ------------------- | ----------- | ----------------- | ----------------- | ----------------- | ----------------- | ----------------- | ----------------- | ------- |
| Mohammad Abu-Libdeh | 68 kg (m)   | Muhammad W 13-1   | Silva P 5-7       | NQ                | NQ                | NQ                | NQ                | NQ      |
| Raya Hatahet        | 49 kg (k)   | Alegría P 1-12    | NQ                | NQ                | NQ                | NQ                | NQ                | NQ      |
| Nadin Dawani        | +67 kg (k)  | Koniewa P 13-18   | NQ                | NQ                | NQ                | NQ                | NQ                | NQ      |